# Tour de Grande-Bretagne féminin 2025
La 10e édition du Tour de Grande-Bretagne féminin (officiellement Tour of Britain Women) a lieu du 5 au 8 juin 2025. Il fait partie de l'UCI World Tour féminin 2025. 

## Parcours
Les quatre étapes se déroulent dans le nord de l'Angleterre et en Écosse. Le départ est donné dans la forêt de Dalby, haut lieu du VTT, d'où la première étape traverse la chaîne de montagnes des North York Moors pour se terminer sur la côte à Redcar. Cette première étape est assez plate après une section intermédiaire montagneuse. La deuxième étape mène de Hartlepool autour de l'embouchure de la Tees à travers les zones rurales des arrondissements de Redcar et Cleveland. Elle comporte de nombreuses montées, petites mais raides, en particulier celle de l'arrivée qui se situe à Saltburn-by-the-Sea. La troisième étape se déroule dans les Scottish Borders avec un départ et une arrivée à Kelso et met notamment en valeur les ruines des abbayes de Melrose, Dryburgh, Jedburgh et de Kelso elle-même. Elle comporte également plusieurs montées intermédiaires, mais les 20 derniers kilomètres sont en descente ou plats. La quatrième et dernière étape se déroule sur un court circuit dans le centre-ville de Glasgow, qui est parcouru dix fois. Il est plat et sa difficulté n'est pas comparable à celle des mondiaux de 2023.

## Équipes
| UCI Women's WorldTeams (12)- Team SD Worx-Protime - UAE Team ADQ - FDJ-Suez - Lidl-Trek - Canyon//SRAM zondacrypto - Liv AlUla Jayco - Team Visma \| Lease a Bike - Uno-X Mobility - Movistar Team - AG Insurance-Soudal Team - Ceratizit Pro Cycling Team - Team Picnic PostNL UCI Women's ProTeam- EF Education-Oatly Équipes féminines continentales (5)- Hess Cycling Team - CJ O'Shea Racing - Smurfit Westrock Cycling Team - Handsling Alba Development Road Team - DAS-Hutchinson Équipe nationale- Grande-Bretagne |
| |

## Étapes
| Étape     | Date   | Villes étapes                    | type            | Distance (km) | Vainqueur d'étape            | Leader du classement général |
| --------- | ------ | -------------------------------- | --------------- | ------------- | ---------------------------- | ---------------------------- |
| 1re étape | 5 juin | Dalby Forest – Redcar            | étape vallonnée | 85,6          | Kimberley Le Court de Billot | Kimberley Le Court de Billot |
| 2e étape  | 6 juin | Hartlepool – Saltburn-by-the-Sea | étape vallonnée | 119,4         |                              |                              |
| 3e étape  | 7 juin | Kelso – Kelso                    | étape vallonnée | 148,7         |                              |                              |
| 4e étape  | 8 juin | Glasgow – Glasgow                | étape de plaine | 84            |                              |                              |

## Déroulement de la course

### 1reétape
| \| Classement de l'étape \| Classement de l'étape \| Classement de l'étape \| Classement de l'étape \| Classement de l'étape \| \| Coureur \| Coureur \| Pays \| Équipe \| Temps \| \| --------------------- \| --------------------- \| --------------------- \| --------------------- \| --------------------- \| |         |      |        |       |
| |         |      |        |       |
| |         |      |        |       |
| Classement de l'étape |         |      |        |       |
| Coureur | Coureur | Pays | Équipe | Temps |

| \| Classement général \| Classement général \| Classement général \| Classement général \| Classement général \| \| Coureur \| Coureur \| Pays \| Équipe \| Temps \| \| ------------------ \| ------------------ \| ------------------ \| ------------------ \| ------------------ \| |         |      |        |       |
| |         |      |        |       |
| |         |      |        |       |
| Classement général |         |      |        |       |
| Coureur | Coureur | Pays | Équipe | Temps |

### 2eétape
| \| Classement de l'étape \| Classement de l'étape \| Classement de l'étape \| Classement de l'étape \| Classement de l'étape \| \| Coureur \| Coureur \| Pays \| Équipe \| Temps \| \| --------------------- \| --------------------- \| --------------------- \| --------------------- \| --------------------- \| |         |      |        |       |
| |         |      |        |       |
| |         |      |        |       |
| Classement de l'étape |         |      |        |       |
| Coureur | Coureur | Pays | Équipe | Temps |

| \| Classement général \| Classement général \| Classement général \| Classement général \| Classement général \| \| Coureur \| Coureur \| Pays \| Équipe \| Temps \| \| ------------------ \| ------------------ \| ------------------ \| ------------------ \| ------------------ \| |         |      |        |       |
| |         |      |        |       |
| |         |      |        |       |
| Classement général |         |      |        |       |
| Coureur | Coureur | Pays | Équipe | Temps |

### 3eétape
| \| Classement de l'étape \| Classement de l'étape \| Classement de l'étape \| Classement de l'étape \| Classement de l'étape \| \| Coureur \| Coureur \| Pays \| Équipe \| Temps \| \| --------------------- \| --------------------- \| --------------------- \| --------------------- \| --------------------- \| |         |      |        |       |
| |         |      |        |       |
| |         |      |        |       |
| Classement de l'étape |         |      |        |       |
| Coureur | Coureur | Pays | Équipe | Temps |

| \| Classement général \| Classement général \| Classement général \| Classement général \| Classement général \| \| Coureur \| Coureur \| Pays \| Équipe \| Temps \| \| ------------------ \| ------------------ \| ------------------ \| ------------------ \| ------------------ \| |         |      |        |       |
| |         |      |        |       |
| |         |      |        |       |
| Classement général |         |      |        |       |
| Coureur | Coureur | Pays | Équipe | Temps |

### 4eétape
| \| Classement de l'étape \| Classement de l'étape \| Classement de l'étape \| Classement de l'étape \| Classement de l'étape \| \| Coureur \| Coureur \| Pays \| Équipe \| Temps \| \| --------------------- \| --------------------- \| --------------------- \| --------------------- \| --------------------- \| |         |      |        |       |
| |         |      |        |       |
| |         |      |        |       |
| Classement de l'étape |         |      |        |       |
| Coureur | Coureur | Pays | Équipe | Temps |

## Classement final

### Classement général
| \| Classement général \| Classement général \| Classement général \| Classement général \| Classement général \| \| Coureuse \| Coureuse \| Pays \| Équipe \| Temps \| \| ------------------ \| ------------------ \| ------------------ \| ------------------ \| ------------------ \| |          |      |        |       |
| |          |      |        |       |
| Source : ProCyclingStats |          |      |        |       |
| Classement général |          |      |        |       |
| Coureuse | Coureuse | Pays | Équipe | Temps |

### Classements annexes
| Classement par points | Classement par points | Classement par points | Classement par points | Classement par points |
| Coureuse              | Coureuse              | Pays                  | Équipe                | Points                |
| --------------------- | --------------------- | --------------------- | --------------------- | --------------------- |

| Classement par points | Classement par points | Classement par points | Classement par points | Classement par points |
| Coureuse              | Coureuse              | Pays                  | Équipe                | Points                |
| --------------------- | --------------------- | --------------------- | --------------------- | --------------------- |

| Classement de la montagne | Classement de la montagne | Classement de la montagne | Classement de la montagne | Classement de la montagne |
| Coureuse                  | Coureuse                  | Pays                      | Équipe                    | Points                    |
| ------------------------- | ------------------------- | ------------------------- | ------------------------- | ------------------------- |

| Classement de la montagne | Classement de la montagne | Classement de la montagne | Classement de la montagne | Classement de la montagne |
| Coureuse                  | Coureuse                  | Pays                      | Équipe                    | Points                    |
| ------------------------- | ------------------------- | ------------------------- | ------------------------- | ------------------------- |

| Classement par équipes | Classement par équipes | Classement par équipes | Classement par équipes |
| Équipe                 | Équipe                 | Pays                   | Temps                  |
| ---------------------- | ---------------------- | ---------------------- | ---------------------- |

| Classement par équipes | Classement par équipes | Classement par équipes | Classement par équipes |
| Équipe                 | Équipe                 | Pays                   | Temps                  |
| ---------------------- | ---------------------- | ---------------------- | ---------------------- |

## Évolution des classements
| Étape              |                 | Vainqueur _                  | Classement général           | Classement par points        | Meilleure grimpeuse          | Meilleure jeune | Super-combative _            | Meilleure équipe _ |
| ------------------ | --------------- | ---------------------------- | ---------------------------- | ---------------------------- | ---------------------------- | --------------- | ---------------------------- | ------------------ |
| 1re étape          | étape vallonnée | Kimberley Le Court de Billot | Kimberley Le Court de Billot | Kimberley Le Court de Billot | Kimberley Le Court de Billot | Cat Ferguson    | Kimberley Le Court de Billot | Movistar Team      |
| 2e étape           | étape vallonnée |                              |                              |                              |                              |                 |                              |                    |
| 3e étape           | étape vallonnée |                              |                              |                              |                              |                 |                              |                    |
| 4e étape           | étape de plaine |                              |                              |                              |                              |                 |                              |                    |
| Classements finals |                 |                              |                              |                              |                              |                 |                              |                    |

## Liste des participantes
| Légende                             | Légende | Légende                                | Légende                                                                                              |
| ----------------------------------- | --- | -------------------------------------- | --- |
| Num                                 | Dossard de départ porté par la coureuse sur ce Women's Tour                                                   | Pos                                    | Position finale au classement général                                                                |
| Leader du classement général        | Indique la vainqueur du classement général                                                                    | Leader du classement par points        | Indique la vainqueur du classement par points                                                        |
| Leader du classement de la montagne | Indique la vainqueur du classement de la montagne                                                             | Leader du classement du meilleur jeune | Indique la vainqueur du classement de la meilleure jeune                                             |
|                                     | Indique un maillot de champion national ou mondial, suivi de sa spécialité                                    | #                                      | Indique la meilleure équipe                                                                          |
| NP                                  | Indique une coureuse qui n'a pas pris le départ d'une étape, suivi du numéro de l'étape où elle s'est retirée | AB                                     | Indique une coureuse qui n'a pas terminé une étape, suivi du numéro de l'étape où elle s'est retirée |
| HD                                  | Indique un coureuse qui a terminé une étape hors des délais, suivi du numéro de l'étape                       | DSQ                                    | Indique un coureur qui a été disqualifié de la course, suivi du numéro de l'étape                    |
| *                                   | Indique un coureuse en lice pour le classement de la meilleure jeune (coureuses nées après le )               |                                        | |

| SD Worx-Protime SDW | SD Worx-Protime SDW         | SD Worx-Protime SDW |
| ------------------- | --------------------------- | ------------------- |
| Num                 | Coureuse                    | Pos                 |
| 1                   | Lorena Wiebes (NED) (route) |                     |
| 2                   | Femke Markus (NED)          |                     |
| 3                   | Marta Lach (POL)            |                     |
| 4                   | Lisa van Belle (NED)        |                     |
| 5                   | Skylar Schneider (USA)      |                     |
| 6                   | Barbara Guarischi (ITA)     |                     |

| UAE Team ADQ UAD | UAE Team ADQ UAD                  | UAE Team ADQ UAD |
| ---------------- | --------------------------------- | ---------------- |
| Num              | Coureuse                          | Pos              |
| 11               | Elynor Bäckstedt (GBR)            |                  |
| 12               | Sofia Bertizzolo (ITA)            |                  |
| 13               | Eleonora Gasparrini (ITA)         |                  |
| 14               | Lara Gillespie (IRL)              |                  |
| 15               | Karlijn Swinkels (NED)            |                  |
| 16               | Dominika Włodarczyk (POL) (route) |                  |

| FDJ-Suez TFS | FDJ-Suez TFS          | FDJ-Suez TFS |
| ------------ | --------------------- | ------------ |
| Num          | Coureuse              | Pos          |
| 21           | Célia Gery (FRA)      |              |
| 22           | Ally Wollaston (NZL)  |              |
| 23           | Jade Wiel (FRA)       |              |
| 24           | Alessia Vigilia (ITA) |              |
| 25           | Marie Le Net (FRA)    |              |
| 26           | Amber Kraak (NED)     |              |

| Lidl-Trek LTK | Lidl-Trek LTK         | Lidl-Trek LTK |
| ------------- | --------------------- | ------------- |
| Num           | Coureuse              | Pos           |
| 31            | Riejanne Markus (NED) |               |
| 32            | Emma Norsgaard (DEN)  |               |
| 33            | Lizzie Deignan (GBR)  |               |
| 34            | Lauretta Hanson (AUS) |               |
| 35            | Anna Henderson (GBR)  |               |

| EF Education-Oatly EFC | EF Education-Oatly EFC         | EF Education-Oatly EFC |
| ---------------------- | ------------------------------ | ---------------------- |
| Num                    | Coureuse                       | Pos                    |
| 41                     | Letizia Borghesi (ITA)         |                        |
| 42                     | Kristen Faulkner (USA) (route) |                        |
| 43                     | Sarah Roy (AUS)                |                        |
| 44                     | Nina Berton (LUX)              |                        |
| 45                     | Mirre Knaven (NED)             |                        |
| 46                     | Babette van der Wolf (NED)     |                        |

| Canyon//SRAM zondacrypto CSZ | Canyon//SRAM zondacrypto CSZ | Canyon//SRAM zondacrypto CSZ |
| ---------------------------- | ---------------------------- | ---------------------------- |
| Num                          | Coureuse                     | Pos                          |
| 51                           | Zoe Bäckstedt (GBR)          |                              |
| 52                           | Wilma Aintila (FIN)          |                              |
| 53                           | Chiara Consonni (ITA)        |                              |
| 54                           | Alice Towers (GBR)           |                              |
| 55                           | Cecilie Uttrup Ludwig (DEN)  |                              |
| 56                           | Maike van der Duin (NED)     |                              |

| Liv AlUla Jayco LIV | Liv AlUla Jayco LIV       | Liv AlUla Jayco LIV |
| ------------------- | ------------------------- | ------------------- |
| Num                 | Coureuse                  | Pos                 |
| 61                  | Amber Pate (AUS)          |                     |
| 62                  | Georgia Baker (AUS)       |                     |
| 63                  | Josie Talbot (AUS)        |                     |
| 64                  | Letizia Paternoster (ITA) |                     |
| 65                  | Ruby Roseman-Gannon (AUS) |                     |
| 66                  | Quinty Ton (NED)          |                     |

| Team Visma \| Lease a Bike TVL | Team Visma \| Lease a Bike TVL | Team Visma \| Lease a Bike TVL |
| ------------------------------ | ------------------------------ | ------------------------------ |
| Num                            | Coureuse                       | Pos                            |
| 71                             | Martina Fidanza (ITA)          |                                |
| 72                             | Linda Riedmann (GER)           |                                |
| 73                             | Margaux Vigié (FRA)            |                                |
| 74                             | Nienke Veenhoven (NED)         |                                |
| 75                             | Imogen Wolff (GBR)             |                                |

| Uno-X Mobility UXM | Uno-X Mobility UXM             | Uno-X Mobility UXM |
| ------------------ | ------------------------------ | ------------------ |
| Num                | Coureuse                       | Pos                |
| 81                 | Anouska Koster (NED)           |                    |
| 82                 | Linda Zanetti (SUI)            |                    |
| 83                 | Anniina Ahtosalo (FIN) (route) |                    |
| 84                 | Solbjørk Minke Anderson (DEN)  |                    |
| 85                 | Teuntje Beekhuis (NED)         |                    |

| Movistar Team MOV | Movistar Team MOV      | Movistar Team MOV |
| ----------------- | ---------------------- | ----------------- |
| Num               | Coureuse               | Pos               |
| 91                | Aude Biannic (FRA)     |                   |
| 92                | Cat Ferguson (GBR)     |                   |
| 93                | Floortje Mackaij (NED) |                   |
| 94                | Laura Ruiz Pérez (ESP) |                   |
| 95                | Lucia Ruiz Pérez (ESP) |                   |

| AG Insurance-Soudal Team AGS | AG Insurance-Soudal Team AGS               | AG Insurance-Soudal Team AGS |
| ---------------------------- | ------------------------------------------ | ---------------------------- |
| Num                          | Coureuse                                   | Pos                          |
| 101                          | Fauve Bastiaenssen (BEL)                   |                              |
| 102                          | Julia Borgström (SWE)                      |                              |
| 103                          | Kimberley Le Court de Billot (MRI) (route) |                              |
| 104                          | Anya Louw (AUS)                            |                              |
| 105                          | Alexandra Manly (AUS)                      |                              |
| 106                          | Gladys Verhulst (FRA)                      |                              |

| Ceratizit Pro Cycling Team CTC | Ceratizit Pro Cycling Team CTC | Ceratizit Pro Cycling Team CTC |
| ------------------------------ | ------------------------------ | ------------------------------ |
| Num                            | Coureuse                       | Pos                            |
| 111                            | Franziska Brauße (GER)         |                                |
| 112                            | Kristýna Burlová (CZE)         |                                |
| 113                            | Mylène de Zoete (NED)          |                                |
| 114                            | Marta Jaskulska (POL)          |                                |
| 115                            | Célia Le Mouël (FRA)           |                                |
| 116                            | Sarah Van Dam (CAN)            |                                |

| Team Picnic PostNL TPP | Team Picnic PostNL TPP | Team Picnic PostNL TPP |
| ---------------------- | ---------------------- | ---------------------- |
| Num                    | Coureuse               | Pos                    |
| 121                    | Rachele Barbieri (ITA) |                        |
| 122                    | Megan Jastrab (USA)    |                        |
| 123                    | Charlotte Kool (NED)   |                        |
| 124                    | Josie Nelson (GBR)     |                        |
| 125                    | Esmée Peperkamp (NED)  |                        |
| 126                    | Mara Roldan (CAN)      |                        |

| Hess Cycling Team HCT | Hess Cycling Team HCT | Hess Cycling Team HCT |
| --------------------- | --------------------- | --------------------- |
| Num                   | Coureuse              | Pos                   |
| 131                   | Danique Braam (NED)   |                       |
| 132                   | Grace Lister (GBR)    |                       |
| 133                   | Holly Ramsey (GBR)    |                       |
| 134                   | Liv Wenzel (LUX)      |                       |
| 135                   | Maeve Plouffe (AUS)   |                       |
| 136                   | Karlijn Koops (NED)   |                       |

| CJ O'Shea Racing AWO | CJ O'Shea Racing AWO         | CJ O'Shea Racing AWO |
| -------------------- | ---------------------------- | -------------------- |
| Num                  | Coureuse                     | Pos                  |
| 141                  | Emilie Fortin (CAN)          |                      |
| 142                  | Sannah Zaman (GBR)           |                      |
| 143                  | S'annara Grove (RSA) (route) |                      |
| 144                  | Katie Scott (GBR)            |                      |
| 145                  | Frøya Knox (NOR)             |                      |
| 146                  | Ella Wahlström (SWE)         |                      |

| DAS-Hutchinson DAS | DAS-Hutchinson DAS  | DAS-Hutchinson DAS |
| ------------------ | ------------------- | ------------------ |
| Num                | Coureuse            | Pos                |
| 151                | Aoife O'Brien (IRL) |                    |
| 152                | Tamsin Miller (GBR) |                    |
| 153                | Tiffany Keep (RSA)  |                    |
| 154                | Morven Yeoman (GBR) |                    |
| 155                | Robyn Clay (GBR)    |                    |
| 156                | Lucy Lee (GBR)      |                    |

| Handsling Alba Development Road Team ART | Handsling Alba Development Road Team ART | Handsling Alba Development Road Team ART |
| ---------------------------------------- | ---------------------------------------- | ---------------------------------------- |
| Num                                      | Coureuse                                 | Pos                                      |
| 161                                      | Beth Morrow (GBR)                        |                                          |
| 162                                      | Lauren Dickson (GBR)                     |                                          |
| 163                                      | Amy Gornall (GBR)                        |                                          |
| 164                                      | Maddie Leech (GBR)                       |                                          |
| 165                                      | Arianne Holland (GBR)                    |                                          |
| 166                                      | Kate Richardson (GBR)                    |                                          |

| Smurfit Westrock Cycling Team ___ | Smurfit Westrock Cycling Team ___ | Smurfit Westrock Cycling Team ___ |
| --------------------------------- | --------------------------------- | --------------------------------- |
| Num                               | Coureuse                          | Pos                               |
| 171                               | Lucy Harris (GBR)                 |                                   |
| 172                               | Lucy Gadd (GBR)                   |                                   |
| 173                               | Alex Morrice (GBR)                |                                   |
| 174                               | Bexy Dew (GBR)                    |                                   |
| 175                               | Annabel Ramsay (GBR)              |                                   |
| 176                               | Jo Tindley (GBR)                  |                                   |

| Grande-Bretagne GBR | Grande-Bretagne GBR | Grande-Bretagne GBR |
| ------------------- | ------------------- | ------------------- |
| Num                 | Coureuse            | Pos                 |
| 181                 | Jessica Roberts     |                     |
| 182                 | Anna Morris         |                     |
| 183                 | Flora Perkins       |                     |
| 184                 | Millie Couzens      |                     |
| 185                 | Ella Maclean-Howell |                     |
| 186                 | April Tacey         |                     |

| SD Worx-Protime SDW | SD Worx-Protime SDW         | SD Worx-Protime SDW |
| ------------------- | --------------------------- | ------------------- |
| Num                 | Coureuse                    | Pos                 |
| 1                   | Lorena Wiebes (NED) (route) |                     |
| 2                   | Femke Markus (NED)          |                     |
| 3                   | Marta Lach (POL)            |                     |
| 4                   | Lisa van Belle (NED)        |                     |
| 5                   | Skylar Schneider (USA)      |                     |
| 6                   | Barbara Guarischi (ITA)     |                     |

| UAE Team ADQ UAD | UAE Team ADQ UAD                  | UAE Team ADQ UAD |
| ---------------- | --------------------------------- | ---------------- |
| Num              | Coureuse                          | Pos              |
| 11               | Elynor Bäckstedt (GBR)            |                  |
| 12               | Sofia Bertizzolo (ITA)            |                  |
| 13               | Eleonora Gasparrini (ITA)         |                  |
| 14               | Lara Gillespie (IRL)              |                  |
| 15               | Karlijn Swinkels (NED)            |                  |
| 16               | Dominika Włodarczyk (POL) (route) |                  |

| FDJ-Suez TFS | FDJ-Suez TFS          | FDJ-Suez TFS |
| ------------ | --------------------- | ------------ |
| Num          | Coureuse              | Pos          |
| 21           | Célia Gery (FRA)      |              |
| 22           | Ally Wollaston (NZL)  |              |
| 23           | Jade Wiel (FRA)       |              |
| 24           | Alessia Vigilia (ITA) |              |
| 25           | Marie Le Net (FRA)    |              |
| 26           | Amber Kraak (NED)     |              |

| Lidl-Trek LTK | Lidl-Trek LTK         | Lidl-Trek LTK |
| ------------- | --------------------- | ------------- |
| Num           | Coureuse              | Pos           |
| 31            | Riejanne Markus (NED) |               |
| 32            | Emma Norsgaard (DEN)  |               |
| 33            | Lizzie Deignan (GBR)  |               |
| 34            | Lauretta Hanson (AUS) |               |
| 35            | Anna Henderson (GBR)  |               |

| EF Education-Oatly EFC | EF Education-Oatly EFC         | EF Education-Oatly EFC |
| ---------------------- | ------------------------------ | ---------------------- |
| Num                    | Coureuse                       | Pos                    |
| 41                     | Letizia Borghesi (ITA)         |                        |
| 42                     | Kristen Faulkner (USA) (route) |                        |
| 43                     | Sarah Roy (AUS)                |                        |
| 44                     | Nina Berton (LUX)              |                        |
| 45                     | Mirre Knaven (NED)             |                        |
| 46                     | Babette van der Wolf (NED)     |                        |

| Canyon//SRAM zondacrypto CSZ | Canyon//SRAM zondacrypto CSZ | Canyon//SRAM zondacrypto CSZ |
| ---------------------------- | ---------------------------- | ---------------------------- |
| Num                          | Coureuse                     | Pos                          |
| 51                           | Zoe Bäckstedt (GBR)          |                              |
| 52                           | Wilma Aintila (FIN)          |                              |
| 53                           | Chiara Consonni (ITA)        |                              |
| 54                           | Alice Towers (GBR)           |                              |
| 55                           | Cecilie Uttrup Ludwig (DEN)  |                              |
| 56                           | Maike van der Duin (NED)     |                              |

| Liv AlUla Jayco LIV | Liv AlUla Jayco LIV       | Liv AlUla Jayco LIV |
| ------------------- | ------------------------- | ------------------- |
| Num                 | Coureuse                  | Pos                 |
| 61                  | Amber Pate (AUS)          |                     |
| 62                  | Georgia Baker (AUS)       |                     |
| 63                  | Josie Talbot (AUS)        |                     |
| 64                  | Letizia Paternoster (ITA) |                     |
| 65                  | Ruby Roseman-Gannon (AUS) |                     |
| 66                  | Quinty Ton (NED)          |                     |

| Team Visma \| Lease a Bike TVL | Team Visma \| Lease a Bike TVL | Team Visma \| Lease a Bike TVL |
| ------------------------------ | ------------------------------ | ------------------------------ |
| Num                            | Coureuse                       | Pos                            |
| 71                             | Martina Fidanza (ITA)          |                                |
| 72                             | Linda Riedmann (GER)           |                                |
| 73                             | Margaux Vigié (FRA)            |                                |
| 74                             | Nienke Veenhoven (NED)         |                                |
| 75                             | Imogen Wolff (GBR)             |                                |

| Uno-X Mobility UXM | Uno-X Mobility UXM             | Uno-X Mobility UXM |
| ------------------ | ------------------------------ | ------------------ |
| Num                | Coureuse                       | Pos                |
| 81                 | Anouska Koster (NED)           |                    |
| 82                 | Linda Zanetti (SUI)            |                    |
| 83                 | Anniina Ahtosalo (FIN) (route) |                    |
| 84                 | Solbjørk Minke Anderson (DEN)  |                    |
| 85                 | Teuntje Beekhuis (NED)         |                    |

| Movistar Team MOV | Movistar Team MOV      | Movistar Team MOV |
| ----------------- | ---------------------- | ----------------- |
| Num               | Coureuse               | Pos               |
| 91                | Aude Biannic (FRA)     |                   |
| 92                | Cat Ferguson (GBR)     |                   |
| 93                | Floortje Mackaij (NED) |                   |
| 94                | Laura Ruiz Pérez (ESP) |                   |
| 95                | Lucia Ruiz Pérez (ESP) |                   |

| AG Insurance-Soudal Team AGS | AG Insurance-Soudal Team AGS               | AG Insurance-Soudal Team AGS |
| ---------------------------- | ------------------------------------------ | ---------------------------- |
| Num                          | Coureuse                                   | Pos                          |
| 101                          | Fauve Bastiaenssen (BEL)                   |                              |
| 102                          | Julia Borgström (SWE)                      |                              |
| 103                          | Kimberley Le Court de Billot (MRI) (route) |                              |
| 104                          | Anya Louw (AUS)                            |                              |
| 105                          | Alexandra Manly (AUS)                      |                              |
| 106                          | Gladys Verhulst (FRA)                      |                              |

| Ceratizit Pro Cycling Team CTC | Ceratizit Pro Cycling Team CTC | Ceratizit Pro Cycling Team CTC |
| ------------------------------ | ------------------------------ | ------------------------------ |
| Num                            | Coureuse                       | Pos                            |
| 111                            | Franziska Brauße (GER)         |                                |
| 112                            | Kristýna Burlová (CZE)         |                                |
| 113                            | Mylène de Zoete (NED)          |                                |
| 114                            | Marta Jaskulska (POL)          |                                |
| 115                            | Célia Le Mouël (FRA)           |                                |
| 116                            | Sarah Van Dam (CAN)            |                                |

| Team Picnic PostNL TPP | Team Picnic PostNL TPP | Team Picnic PostNL TPP |
| ---------------------- | ---------------------- | ---------------------- |
| Num                    | Coureuse               | Pos                    |
| 121                    | Rachele Barbieri (ITA) |                        |
| 122                    | Megan Jastrab (USA)    |                        |
| 123                    | Charlotte Kool (NED)   |                        |
| 124                    | Josie Nelson (GBR)     |                        |
| 125                    | Esmée Peperkamp (NED)  |                        |
| 126                    | Mara Roldan (CAN)      |                        |

| Hess Cycling Team HCT | Hess Cycling Team HCT | Hess Cycling Team HCT |
| --------------------- | --------------------- | --------------------- |
| Num                   | Coureuse              | Pos                   |
| 131                   | Danique Braam (NED)   |                       |
| 132                   | Grace Lister (GBR)    |                       |
| 133                   | Holly Ramsey (GBR)    |                       |
| 134                   | Liv Wenzel (LUX)      |                       |
| 135                   | Maeve Plouffe (AUS)   |                       |
| 136                   | Karlijn Koops (NED)   |                       |

| CJ O'Shea Racing AWO | CJ O'Shea Racing AWO         | CJ O'Shea Racing AWO |
| -------------------- | ---------------------------- | -------------------- |
| Num                  | Coureuse                     | Pos                  |
| 141                  | Emilie Fortin (CAN)          |                      |
| 142                  | Sannah Zaman (GBR)           |                      |
| 143                  | S'annara Grove (RSA) (route) |                      |
| 144                  | Katie Scott (GBR)            |                      |
| 145                  | Frøya Knox (NOR)             |                      |
| 146                  | Ella Wahlström (SWE)         |                      |

| DAS-Hutchinson DAS | DAS-Hutchinson DAS  | DAS-Hutchinson DAS |
| ------------------ | ------------------- | ------------------ |
| Num                | Coureuse            | Pos                |
| 151                | Aoife O'Brien (IRL) |                    |
| 152                | Tamsin Miller (GBR) |                    |
| 153                | Tiffany Keep (RSA)  |                    |
| 154                | Morven Yeoman (GBR) |                    |
| 155                | Robyn Clay (GBR)    |                    |
| 156                | Lucy Lee (GBR)      |                    |

| Handsling Alba Development Road Team ART | Handsling Alba Development Road Team ART | Handsling Alba Development Road Team ART |
| ---------------------------------------- | ---------------------------------------- | ---------------------------------------- |
| Num                                      | Coureuse                                 | Pos                                      |
| 161                                      | Beth Morrow (GBR)                        |                                          |
| 162                                      | Lauren Dickson (GBR)                     |                                          |
| 163                                      | Amy Gornall (GBR)                        |                                          |
| 164                                      | Maddie Leech (GBR)                       |                                          |
| 165                                      | Arianne Holland (GBR)                    |                                          |
| 166                                      | Kate Richardson (GBR)                    |                                          |

| Smurfit Westrock Cycling Team ___ | Smurfit Westrock Cycling Team ___ | Smurfit Westrock Cycling Team ___ |
| --------------------------------- | --------------------------------- | --------------------------------- |
| Num                               | Coureuse                          | Pos                               |
| 171                               | Lucy Harris (GBR)                 |                                   |
| 172                               | Lucy Gadd (GBR)                   |                                   |
| 173                               | Alex Morrice (GBR)                |                                   |
| 174                               | Bexy Dew (GBR)                    |                                   |
| 175                               | Annabel Ramsay (GBR)              |                                   |
| 176                               | Jo Tindley (GBR)                  |                                   |

| Grande-Bretagne GBR | Grande-Bretagne GBR | Grande-Bretagne GBR |
| ------------------- | ------------------- | ------------------- |
| Num                 | Coureuse            | Pos                 |
| 181                 | Jessica Roberts     |                     |
| 182                 | Anna Morris         |                     |
| 183                 | Flora Perkins       |                     |
| 184                 | Millie Couzens      |                     |
| 185                 | Ella Maclean-Howell |                     |
| 186                 | April Tacey         |                     |